# Midland, Virginia
Midland är en så kallad census-designated place i Fauquier County i Virginia. Vid 2010 års folkräkning hade Midland 218 invånare.